# Mens Sana Basket 2000-2001
La Mens Sana Basket 2000-2001, sponsorizzata per la prima volta Montepaschi, ha preso parte al campionato professionistico italiano di pallacanestro di Serie A ed all'unica edizione della Suproleague FIBA.

## Roster
| Giocatori |
| --------- |

|    | Naz.                                     | Ruolo | Sportivo        | Anno | Alt. | Peso |  |
| -- | ---------------------------------------- | ----- | --------------- | ---- | ---- | ---- |  |
| 4  | Argentina (bandiera) · Italia (bandiera) | PG    | Germán Scarone  | 1975 | 190  | 86   |  |
| 5  | Italia (bandiera)                        | P     | Emiliano Busca  |      |      |      |  |
| 7  | Italia (bandiera)                        | G     | Marco Rossetti  | 1980 | 203  | 86   |  |
| 8  | Stati Uniti (bandiera)                   | G     | Travis Mays     |      |      |      |  |
| 9  | Italia (bandiera)                        | A     | Giovanni Savio  |      |      |      |  |
| 10 | Stati Uniti (bandiera)                   | A     | Brian Evans     |      |      |      |  |
| 11 | Italia (bandiera)                        | C     | Paolo Alberti   |      |      |      |  |
| 12 | Irlanda (bandiera)                       | A     | Ron Rowan       |      |      |      |  |
| 13 | Italia (bandiera)                        | C     | Roberto Chiacig | 1974 | 208  | 118  |  |
| 14 | Stati Uniti (bandiera)                   | A     | Sylvester Gray  |      |      |      |  |

| Staff tecnico                 |
| ----------------------------- |
| Allenatore: Fabrizio Frates   |
| Assistente: Simone Pianigiani |

| Giocatori acquistati a stagione in corso |
| ---------------------------------------- |

|    | Naz.                | Ruolo | Sportivo       | Anno | Alt. | Peso |  |
| -- | ------------------- | ----- | -------------- | ---- | ---- | ---- |  |
| 6  | Slovenia (bandiera) | G     | Boris Gorenc   | 1973 | 196  | 95   |  |
| 18 | Italia (bandiera)   | C     | Davide Pessina |      |      |      |  |